# Circunscrição eclesiástica
As circunscrições eclesiásticas ou Igreja católicas particulares locais têm os seguintes significados:
- são divisões territoriais e administrativas cujo objectivo é organizar e tornar mais eficaz a administração da Igreja Católica;
- são comunidades eclesiais locais, regionais ou nacionais em plena comunhão com Roma e com o Papa;
- são unidades locais, regionais ou nacionais na qual e da qual se constitui a Igreja Católica, chamada pelos católicos de Corpo Místico de Cristo.

## Organização territorial
O modelo paradigmático das circunscrições eclesiásticas é a diocese (na Igreja Latina sui iuris) ou a eparquia (nas Igrejas Orientais sui iuris), sendo estes subdivididos em paróquias e agrupados em províncias eclesiásticas (que são presididas por arcebispos metropolitanos). Logo, a unidade geográfica e organizacional fundamental da Igreja Católica é a diocese ou eparquia. Estas correspondem geralmente a uma área geográfica definida, centrada numa cidade principal, e é chefiada por um bispo. A igreja central de uma diocese recebe o nome de catedral, que deriva do termo cátedra (ou cadeira do bispo), que é um dos símbolos principais do seu cargo episcopal. Dentro da diocese ou eparquia, o bispo (ou eparca) exerce aquilo que é conhecido como poder ordinário, ou seja, autoridade própria, não delegada por outra pessoa. Embora o Papa nomeie bispos e avalie o seu desempenho, e exista uma série de outras instituições que governam ou supervisionam certas actividades eclesiásticas, um bispo tem uma autonomia relativamente grande na administração de uma diocese ou eparquia. Algumas dioceses ou eparquias, geralmente centradas em cidades grandes e importantes, são chamadas arquidioceses ou arquieparquias e são chefiadas por um arcebispo. Em grandes dioceses (ou eparquias) e arquidioceses (ou arquieparquias), o bispo é frequentemente assistido por bispos auxiliares, bispos integrais e membros do Colégio dos Bispos não designados para chefiá-las. Arcebispos, bispos sufragários ou diocesanos (designação frequentemente abreviada simplesmente para "bispos"), e bispos auxiliares, são igualmente bispos; os títulos diferentes indicam apenas que tipo de unidade eclesiástica chefiam. Muitos países têm vicariatos que apoiam as suas forças armadas, chamados normalmente de Ordinariato Militar, e são governados por bispos.
Quase todas as dioceses ou eparquias estão agrupadas e organizadas em grupos conhecidos por províncias eclesiásticas, sendo cada uma das quais chefiada por um arcebispo metropolitano. Estes arcebispos exercem uma jurisdição e supervisão limitada sobre as dioceses que fazem parte da sua província eclesiástica. Para além das tradicionais províncias, existe também as conferências episcopais, geralmente constituídas por todas as dioceses de um determinado país ou grupo de países. Estes grupos lidam com um vasto conjunto de assuntos comuns, incluindo a supervisão de textos e práticas litúrgicas para os grupos culturais e linguísticos da área, e as relações com os governos locais. Porém, a autoridade destas conferências para restringir as actividades de bispos individuais é limitada. As conferências episcopais começaram a surgir no princípio do século XX e foram oficialmente reconhecidas no documento Christus Dominus, do Concílio Vaticano II.
As dioceses ou eparquias são subdivididas em distritos locais chamados paróquias. Todos os católicos devem frequentar e sustentar a sua igreja paroquiana local. Ao mesmo tempo que a Igreja Católica desenvolveu um sistema elaborado de governo global, o catolicismo, no dia a dia, é vivido na comunidade local, unida em prece na sua paróquia. As paróquias são em grande medida autossuficientes e são administradas por um presbítero (o pároco); uma igreja, frequentemente situada numa comunidade pobre ou em crescimento, que é sustentada por uma diocese, é chamada de "missão". 
Todas as circunscrições eclesiásticas são lideradas por membros do clero, que, em última instância, respondem todos perante o Papa. As circunscrições eclesiásticas são diferentes das Igrejas sui iuris, porque, embora sendo estas últimas também Igrejas particulares, possuem uma autonomia especial que as circunscrições eclesiásticas não têm. Mas, estas Igrejas autónomas são também, no fundo, constituídas por circunscrições eclesiásticas.

## Lista
- Abadia territorial
- Administração apostólica estavelmente erecta
- Arquidiocese - Arquieparquia
- Exarcado
- Diocese - Eparquia
- Ordinariado Militar ou Ordinariado Castrense
- Ordinariato pessoal
- Arciprestado
- Paróquia
  - Quase-paróquia
- Patriarcado
- Prelazia
  - Prelatura pessoal
- Província eclesiástica
- Prefeitura apostólica
- Vicariato apostólico
- Missão sui iuris